# 伊沃娜·达迪奇
伊沃娜·达迪奇（1993年12月29日—），奥地利女子田径运动员，2016年欧洲田径锦标赛女子七项全能铜牌得主、2017年欧洲室内田径锦标赛女子五项全能银牌得主、2018年世界室内田径锦标赛女子五项全能银牌得主。